# Grijsaardvleermuis
De grijsaardvleermuis (Centurio senex) is een zoogdier uit de familie van de bladneusvleermuizen van de Nieuwe Wereld (Phyllostomidae). De wetenschappelijke naam van de soort werd voor het eerst geldig gepubliceerd door John Edward Gray in 1842.
De typelocatie is El Realejo, Chinandega, Nicaragua. De soort komt voor van Venezuela tot Tamaulipas en Sinaloa in Mexico, en in Trinidad en Tobago.